# Джейк О'Браєн
Джейк Па́трік О'Бра́єн (англ. Jake Patrick O'Brien; нар. 15 травня 2001, Корк) — ірландський футболіст, захисник англійського клубу «Евертон» і збірної Ірландії.

## Клубна кар'єра

### «Корк Сіті»
Виступав за юнацькі команди «Йол Юнайтед» і «Лейквуд Атлетік», а 2018 року приєднався до системи клубу «Корк Сіті». 27 вересня 2019 року дебютував в основному складі клубу в матчі чемпіонату Ірландії проти «Деррі Сіті». 3 лютого 2021 року на правах оренди перейшов в англійський клуб «Крістал Пелес», де виступав за молодіжний склад.

### «Крістал Пелес»
16 серпня 2021 року після завершення строку оренди «Крістал Пелес» викупив його контракт. 5 листопада 2021 року продовжив контракт з клубом.

#### Оренда в «Свіндон Таун»
4 січня 2022 року перейшов на правах оренди в «Свіндон Таун» до кінця сезону. 1 лютого 2022 року дебютував за нову команду в матчі Другої ліги проти «Кроулі Таун», вийшовши в стартовому складі. Всього за час оренди провів 21 поєдинок.

#### Оренда в РВДМ 47
26 серпня 2022 року відправився у сезонну оренду в бельгійський РВДМ 47. 28 серпня в матчі проти дублерів «Брюгге» дебютував у бельгійській Челленджер Про-лізі. 2 вересня в поєдинку проти дублерів «Андерлехта» забив свій перший гол за клуб. За підсумками сезону допоміг команді виграти Челленджер Про-ліги і повернутися в еліту.

### «Олімпік» (Ліон)
15 серпня 2023 року перейшов у французький клуб «Олімпік» (Ліон), підписавши чотирирічний контракт. Сума трансферу становила 1 млн євро. 1 жовтня дебютував за нову команду в матчі Ліги 1 проти «Реймса», вийшовши в стартовому складі. Таким чином став першим ірландцем в чемпіонаті Франції з 2000 року після Тоні Каскаріно. 12 листопада 2023 року в поєдинку Ліги 1 проти «Ренна» забив свій перший гол за «Ліон».
У своєму дебютному сезоні провів за клуб 32 зустрічі, в яких відзначився 5 м'ячами (у тому числі гол у фіналі Кубка Франції проти «Парі Сен-Жермен»), ставши другим бомбардиром клубу в сезоні 2023–24.

### «Евертон»
Влітку 2024 року повернувся до Англії, де 30 липня підписав чотирирічний контракт з «Евертоном». Сума трансферу становила 19,5 млн євро. 27 серпня 2024 року дебютував за «Евертон» в матчі Кубка ліги проти «Донкастер Роверз», вийшовши в стартовому складі. 14 вересня того ж року в поєдинку проти «Астон Вілли» дебютував в англійській Прем'єр-лізі. 26 лютого 2025 року в матчі Прем'єр-ліги проти «Брентфорда» забив свій перший гол за «Евертон».

## Кар'єра в збірній
Виступав за збірну Ірландії до 21 року.
14 березня 2024 року вперше викликаний до збірної Ірландії головним тренером Джоном О'Ші для участі в товариських матчах проти збірних Бельгії та Швейцарії. 4 червня 2024 року в товариському поєдинку зі збірною Угорщини дебютував за збірну Ірландії, замінивши Метта Доерті.

## Статистика виступів

### Клубна статистика
Станом на 25 травня 2025 
| Клуб                 | Сезон             | Чемпіонат           | Чемпіонат | Чемпіонат | Кубок | Кубок | Кубок ліги | Кубок ліги | Інші  | Інші | Всього | Всього |
| Клуб                 | Сезон             | Дивізіон            | Матчі     | Голи      | Матчі | Голи  | Матчі      | Голи       | Матчі | Голи | Матчі  | Голи   |
| -------------------- | ----------------- | ------------------- | --------- | --------- | ----- | ----- | ---------- | ---------- | ----- | ---- | ------ | ------ |
| Корк Сіті            | 2019              | Прем'єр-дивізіон    | 1         | 0         | 0     | 0     | 0          | 0          | 0     | 0    | 1      | 0      |
| Корк Сіті            | 2020              | Прем'єр-дивізіон    | 8         | 0         | 1     | 0     | —          | —          | 3     | 0    | 12     | 0      |
| Корк Сіті            | 2021              | Перший дивізіон     | 0         | 0         | 0     | 0     | —          | —          | 0     | 0    | 0      | 0      |
| Корк Сіті            | Всього            | Всього              | 9         | 0         | 1     | 0     | 0          | 0          | 3     | 0    | 13     | 0      |
| → Крістал Пелес      | 2020–21           | Прем'єр-ліга        | 0         | 0         | 0     | 0     | 0          | 0          | —     | —    | 0      | 0      |
| Крістал Пелес (мол.) | 2021–22           | —                   | —         | —         | —     | —     | —          | —          | 1     | 0    | 1      | 0      |
| Крістал Пелес        | 2021–22           | Прем'єр-ліга        | 0         | 0         | 0     | 0     | 0          | 0          | —     | —    | 0      | 0      |
| Крістал Пелес        | 2022–23           | Прем'єр-ліга        | 0         | 0         | 0     | 0     | 0          | 0          | —     | —    | 0      | 0      |
| Крістал Пелес        | Всього            | Всього              | 0         | 0         | 0     | 0     | 0          | 0          | 0     | 0    | 0      | 0      |
| → Свіндон Таун       | 2021–22           | Друга ліга          | 19        | 0         | 0     | 0     | —          | —          | 2     | 0    | 21     | 0      |
| → РВДМ 47            | 2022–23           | Челленджер Про-ліга | 30        | 3         | 1     | 0     | —          | —          | —     | —    | 31     | 3      |
| Олімпік (Ліон)       | 2023–24           | Ліга 1              | 27        | 4         | 5     | 1     | —          | —          | —     | —    | 32     | 5      |
| Евертон              | 2024–25           | Прем'єр-ліга        | 20        | 2         | 2     | 0     | 2          | 0          | —     | —    | 24     | 2      |
| Всього за кар'єру    | Всього за кар'єру | Всього за кар'єру   | 105       | 9         | 9     | 1     | 2          | 0          | 6     | 0    | 122    | 10     |

1. ↑  Матчі в Кубку Манстера
2. ↑  Матчі в Трофеї Футбольної ліги
3. ↑  Матчі в плей-оф Другої ліги

### Міжнародна статистика
Станом на 6 червня 2025 
| Збірна            | Сезон             | Товариські | Товариські | Офіційні | Офіційні | Всього | Всього |
| Збірна            | Сезон             | Матчі      | Голи       | Матчі    | Голи     | Матчі  | Голи   |
| ----------------- | ----------------- | ---------- | ---------- | -------- | -------- | ------ | ------ |
| Ірландія          |                   |            |            |          |          |        |        |
| 2024              | 2                 | 0          | 1          | 0        | 3        | 0      |        |
| 2025              | 1                 | 0          | 2          | 0        | 3        | 0      |        |
| Всього за кар'єру | Всього за кар'єру | 3          | 0          | 3        | 0        | 6      | 0      |

### Матчі за збірну
Станом на 6 червня 2025 
| Матчі Джейка О'Браєна за збірну Ірландії | Матчі Джейка О'Браєна за збірну Ірландії | Матчі Джейка О'Браєна за збірну Ірландії | Матчі Джейка О'Браєна за збірну Ірландії | Матчі Джейка О'Браєна за збірну Ірландії | Матчі Джейка О'Браєна за збірну Ірландії | Матчі Джейка О'Браєна за збірну Ірландії | Матчі Джейка О'Браєна за збірну Ірландії |
| №                                        | Дата                                     | Суперник                                 | Рахунок                                  | Голи                                     | Картки                                   | Хвилини                                  | Змагання                                 |
| ---------------------------------------- | ---------------------------------------- | ---------------------------------------- | ---------------------------------------- | ---------------------------------------- | ---------------------------------------- | ---------------------------------------- | ---------------------------------------- |
| 1                                        | 4 червня 2024                            | Угорщина                                 | 2–1                                      |                                          |                                          | 45'                                      | Товариський матч                         |
| 2                                        | 11 червня 2024                           | Португалія                               | 0–3                                      |                                          |                                          | 90'                                      | Товариський матч                         |
| 3                                        | 7 вересня 2024                           | Англія                                   | 0–2                                      |                                          | 76'                                      | 33'                                      | Ліга націй УЄФА 2024–25 (B)              |
| 4                                        | 20 березня 2025                          | Болгарія                                 | 2–1                                      |                                          |                                          | 11'                                      | Ліга націй УЄФА 2024–25 (плей-оф)        |
| 5                                        | 23 березня 2025                          | Болгарія                                 | 2–1                                      |                                          |                                          | 90'                                      | Ліга націй УЄФА 2024–25 (плей-оф)        |
| 6                                        | 6 червня 2025                            | Сенегал                                  | 1–1                                      |                                          |                                          | 23'                                      | Товариський матч                         |

Всього: 6 матчів / 0 голів; 3 перемоги, 1 нічия, 2 поразки.

## Досягнення
РВДМ 47
- Переможець Челленджер Про-ліги: 2022–23[35]